# Early to Bed (1928)
Early to Bed is een korte stomme film van regisseur Emmett J. Flynn met het komische duo Laurel en Hardy in de hoofdrol. Metro-Goldwyn-Mayer bracht de film uit op 6 oktober 1928.

## Verhaal
Oliver krijgt een grote erfenis en huurt vervolgens Stan in als zijn butler. Eenmaal in dienst wordt Stan echter voortdurend door Oliver geplaagd. Maar dan komt Stan in opstand en achtervolgt hij Oliver totdat hij in een fontein beland die water spuit uit twee stenen hoofden die grote gelijkenis met Oliver vertonen.

## Rolverdeling
| Acteur       | Personage |
| ------------ | --------- |
| Stan Laurel  | Butler    |
| Oliver Hardy | Baas      |
| Buster       | hond      |